# American Express - TED Open 2010
L'American Express - TED Open 2010 è stato un torneo professionistico di tennis maschile giocato sul cemento, che faceva parte dell'ATP Challenger Tour 2010. Si è giocato a Istanbul in Turchia dal 9 al 15 agosto 2010.

## Partecipanti

### Teste di serie
| Nazionalità | Giocatore        | Ranking* | Testa di serie |
| ----------- | ---------------- | -------- | -------------- |
| Belgio      | Olivier Rochus   | 66       | 1              |
| Portogallo  | Frederico Gil    | 81       | 2              |
| Kazakistan  | Michail Kukuškin | 91       | 3              |
| Giamaica    | Dustin Brown     | 99       | 4              |
| Turchia     | Marsel İlhan     | 106      | 5              |
| Romania     | Adrian Ungur     | 123      | 6              |
| Russia      | Igor' Kunicyn    | 124      | 7              |
| Austria     | Martin Fischer   | 130      | 8              |

- Ranking al 2 agosto 2010.

### Altri partecipanti
Giocatori che hanno ricevuto una wild card:
- Haluk Akkoyun
- Tuna Altuna
- George Bastl
- Marsel İlhan

Giocatori che hanno ricevuto uno special exempt:
- Laurent Recouderc
- Vincent Millot

Giocatori passati dalle qualificazioni:
- Arsen Asanov
- Javier Martí
- Filip Prpic
- João Sousa

## Campioni

### Singolare
Adrian Mannarino ha battuto in finale  Michail Kukuškin, 6–4, 3–6, 6–3.

### Doppio
Leoš Friedl /  Dušan Vemić hanno battuto in finale  Brian Battistone /  Andreas Siljeström, 7–6(6), 7–6(3).